# Jüdischer Friedhof (Sobědruhy)
Koordinaten: 50° 39′ 34,6″ N, 13° 51′ 4,7″ O

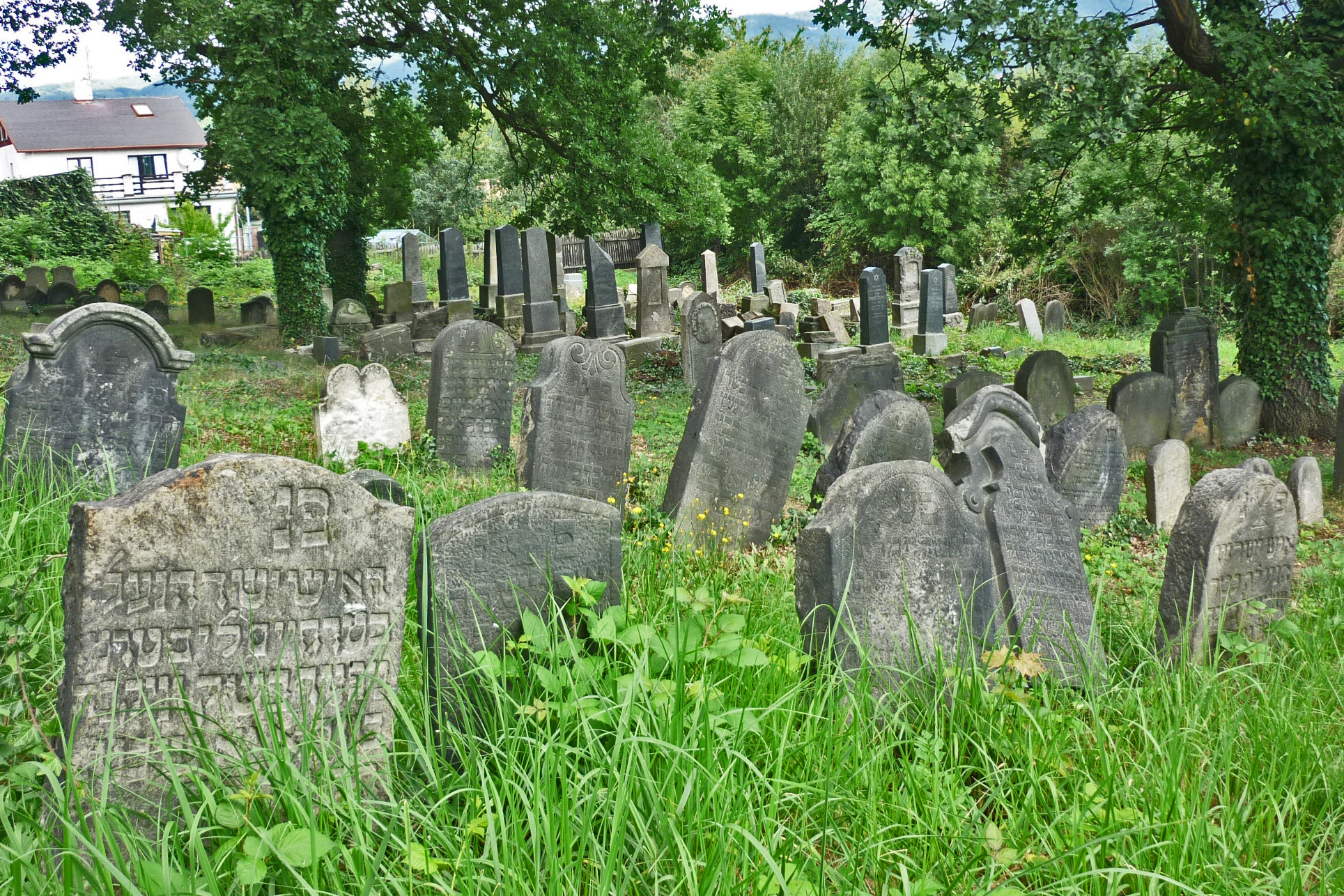
Jüdischer Friedhof Soborten

Der Jüdische Friedhof von Sobědruhy liegt im westlichen Teil des Ortes Sobědruhy, der seit 1960 ein Stadtteil von Teplice (Ústecký kraj, Tschechien) ist.
Der Friedhof wurde im Jahre 1669 angelegt. Bis zur Einweihung des ersten Jüdischen Friedhofs in Dresden im Jahre 1751 wurden hier auch Juden aus Sachsen, z. B. aus Dresden und Freiberg, beigesetzt. Im frühen 19. Jahrhundert wurde er erweitert und erhielt seine heutige Größe von 3496 m². Bestattungen gab es hier bis zum Zweiten Weltkrieg.
In den 1950er Jahren wurde der Friedhof verwüstet, einige Grabsteine wurden als Werksteine verkauft und die Feierhalle wurde abgerissen. Im Jahr 2002 wurde der Friedhof mit etwa 200 Grabsteinen, von denen der älteste aus dem 17. Jahrhundert stammt, restauriert und ist wieder frei zugänglich. Auf dem Friedhof wurden u. a. folgende Personen beerdigt:
- Jeruchim Katz († 1669) – ältester Grabstein,
- der Gemeindevorsteher Jekutiel bar Zebi († 1692),
- der kabbalistische Gelehrte Zacharias Mendel († 1712),
- der Rabbiner Reb David ben Simon († 1719),
- der Philanthrop Jonas recte Amiti († 1736) und
- der Rabbiner Heinrich Galandauer († 1900).

Der Freundeskreis Dresdner Synagoge unterstützt die Jüdische Gemeinde von Teplice bei der baulichen Umgestaltung des alten Friedhofs.
Neben diesem Friedhof gibt es seit 1862 den Neuen Jüdischen Friedhof in Teplice. Der Alte Jüdische Friedhof in Teplice wurde 1862 geschlossen, er existiert nicht mehr.
Die ehemalige Synagoge von Soborten stand in der Judengasse (später Tempelstraße, heute Stará Ulice) und wurde nach Beschädigungen im Zweiten Weltkrieg im Jahre 1958 abgerissen.
Der Friedhof ist als Kulturdenkmal der Tschechischen Republik geschützt.

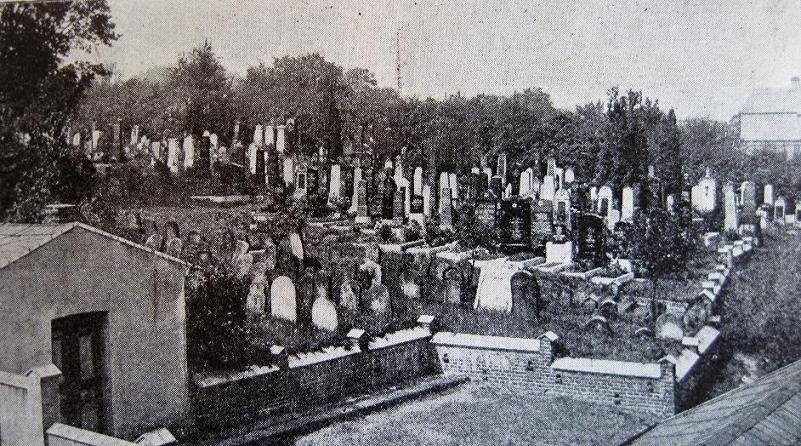
Der Jüdische Friedhof im Jahre 1930
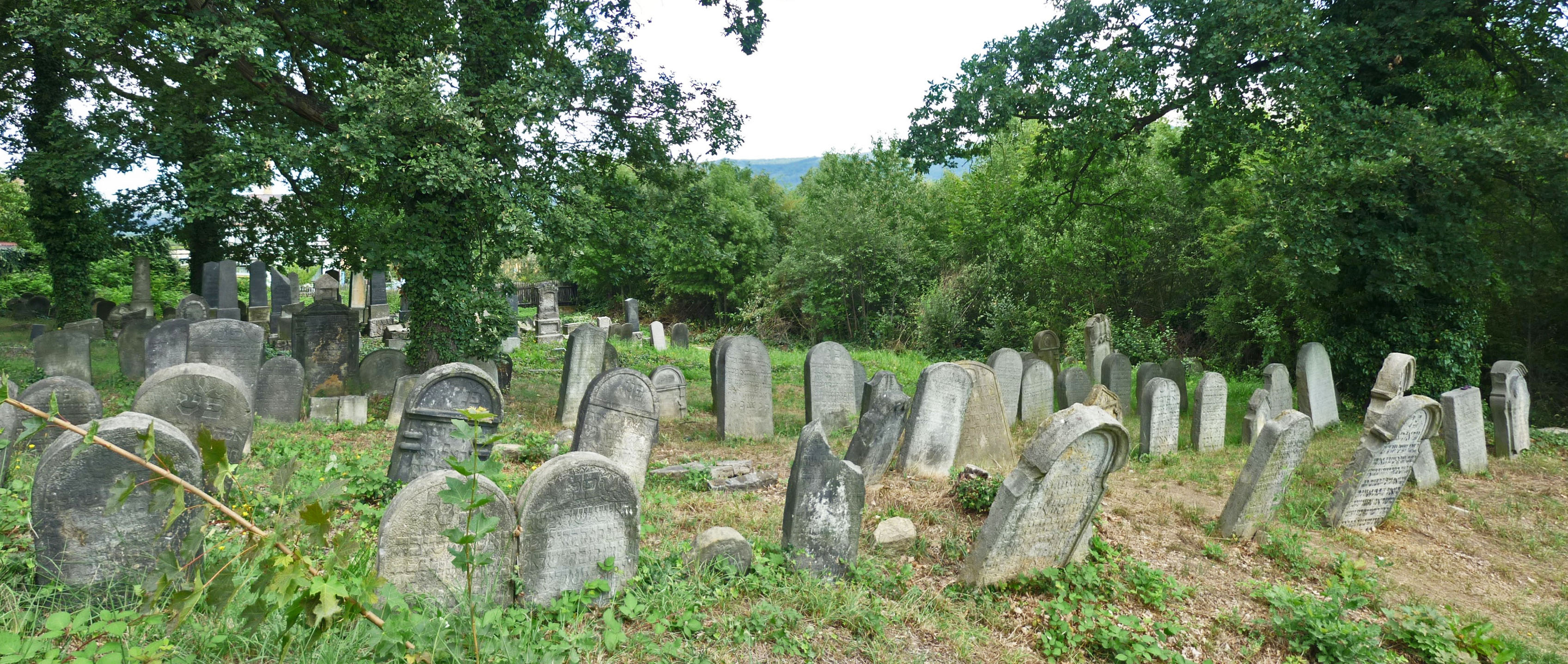
Heutiger Blick auf den alten Teil des Friedhofs
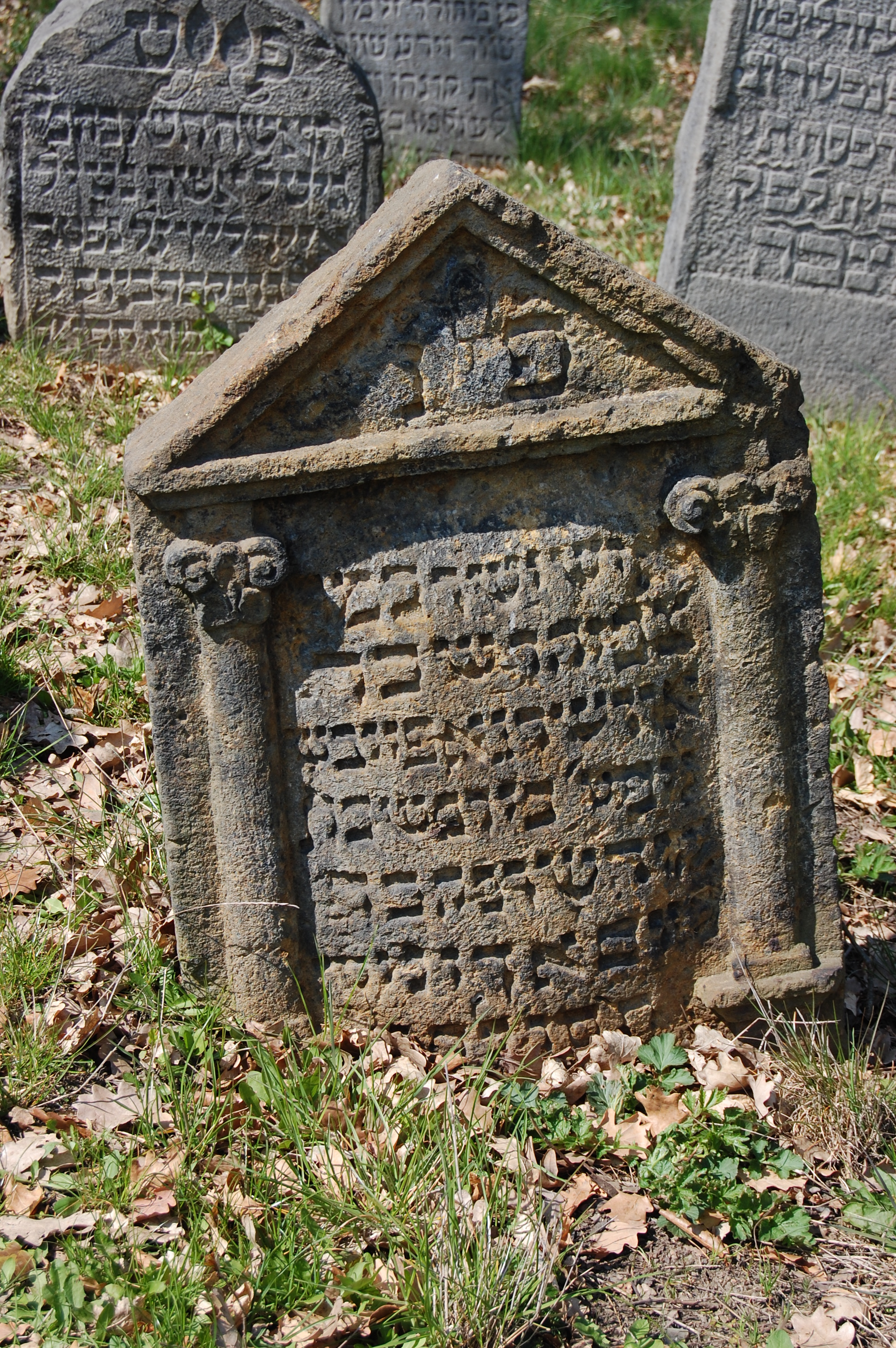
Barocker Grabstein
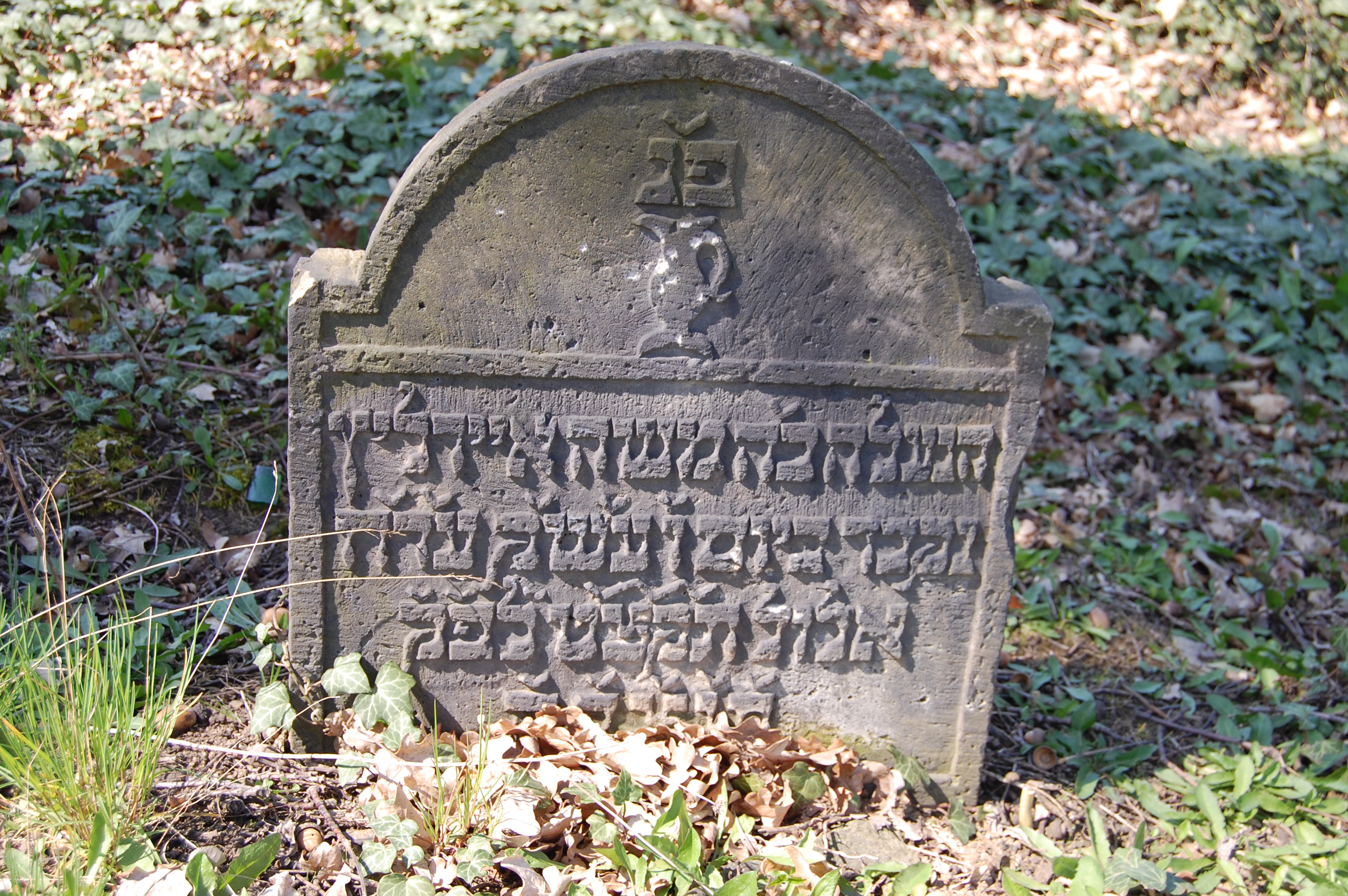
Alter Grabstein
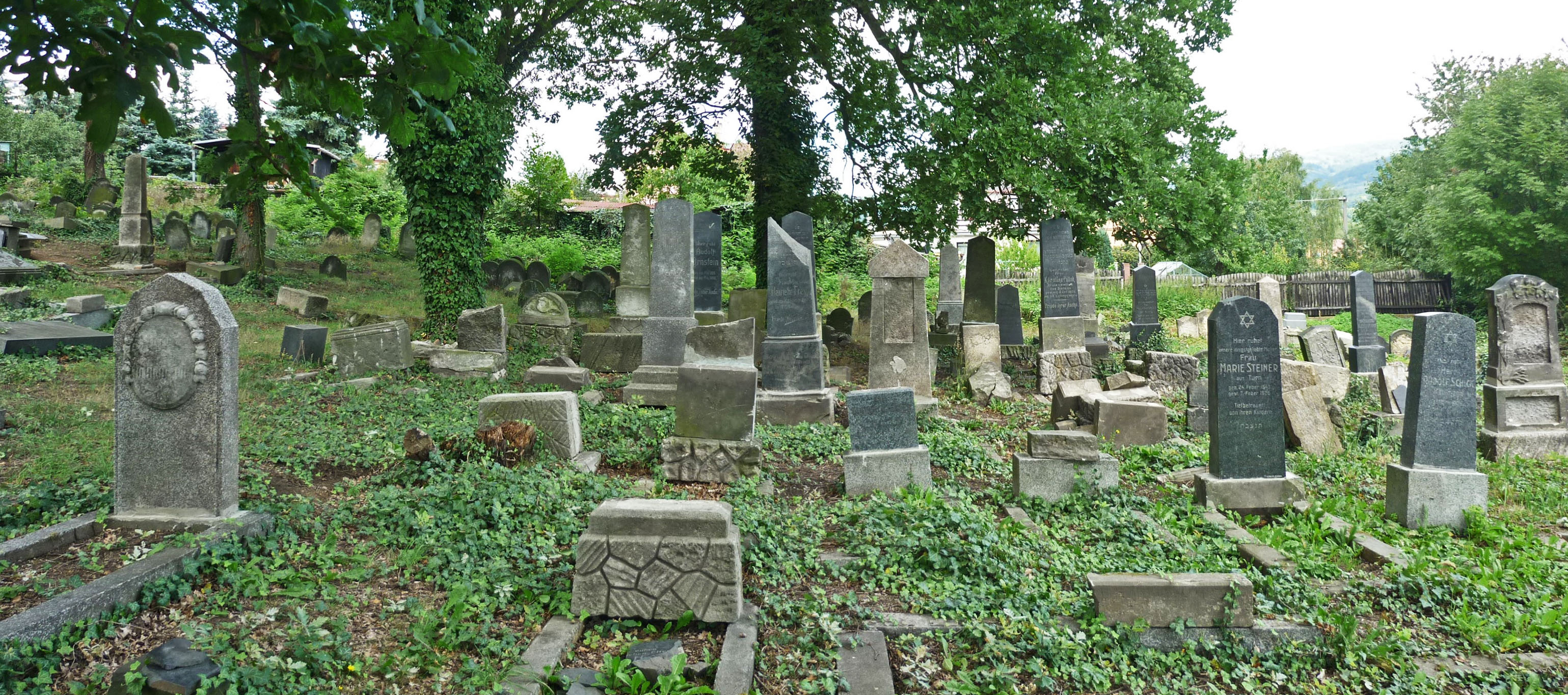
Moderner Teil des Friedhofs
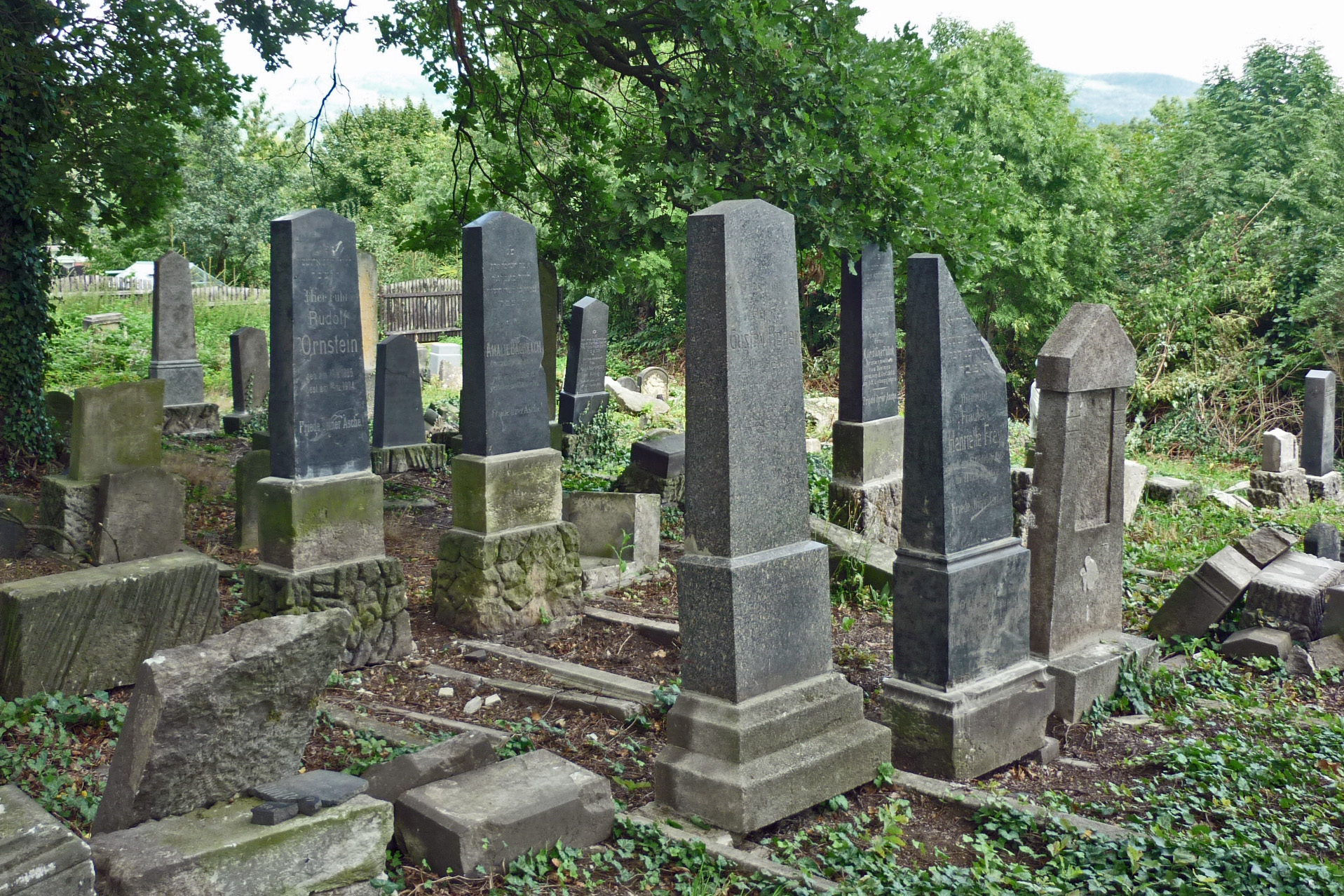
Moderner Teil des Friedhofs